# Autriche aux Jeux olympiques d'été de 2020
L'Autriche participe aux Jeux olympiques de 2020 à Tokyo au Japon. Il s'agit de sa 28e participation à des Jeux olympiques d'été.

## Médaillés
| Sport    | Discipline             | Athlète(s)       | Performance     | Date       |
| -------- | ---------------------- | ---------------- | --------------- | ---------- |
| Cyclisme | Course en ligne femmes | Anna Kiesenhofer | 3 h 52 min 45 s | 25 juillet |

| Sport | Discipline            | Athlète(s)        | Performance                | Date       |
| ----- | --------------------- | ----------------- | -------------------------- | ---------- |
| Judo  | Moins de 70 kg femmes | Michaela Polleres | Chizuru Arai Défaite 00-01 | 28 juillet |

| Sport      | Discipline                   | Athlète(s)          | Performance                   | Date       |
| ---------- | ---------------------------- | ------------------- | ----------------------------- | ---------- |
| Judo       | Moins de 81 kg hommes        | Shamil Borchashvili | Dominic Ressel Victoire 10-00 | 27 juillet |
| Aviron     | Skiff féminin                | Magdalena Lobnig    | 7 min 19 s 72                 | 30 juillet |
| Athlétisme | Lancer du disque masculin    | Lukas Weißhaidinger | 67,07 m                       | 31 juillet |
| Karaté     | Kumité moins de 55 kg femmes | Bettina Plank       | Ivet Goranova Défaite 4-3     | 5 août     |
| Escalade   | Combiné hommes               | Jakob Schubert      | 35 points                     | 5 août     |

| Sport      |   |   |   | Total |
| ---------- | - | - | - | ----- |
| Cyclisme   | 1 | 0 | 0 | 1     |
| Judo       | 0 | 1 | 1 | 2     |
| Athlétisme | 0 | 0 | 1 | 1     |
| Aviron     | 0 | 0 | 1 | 1     |
| Escalade   | 0 | 0 | 1 | 1     |
| Karaté     | 0 | 0 | 1 | 1     |
| Total      | 1 | 1 | 5 | 7     |

| Jour       |   |   |   | Total |
| ---------- | - | - | - | ----- |
| 25 juillet | 1 | 0 | 0 | 1     |
| 27 juillet | 0 | 0 | 1 | 1     |
| 28 juillet | 0 | 1 | 0 | 1     |
| 30 juillet | 0 | 0 | 1 | 1     |
| 31 juillet | 0 | 0 | 1 | 1     |
| 5 août     | 0 | 0 | 2 | 2     |
| Total      | 1 | 1 | 5 | 7     |

| Sexe   |   |   |   | Total |
| ------ | - | - | - | ----- |
| Femmes | 1 | 1 | 2 | 4     |
| Hommes | 0 | 0 | 3 | 3     |
| Total  | 1 | 1 | 5 | 7     |

## Athlètes engagés
| Sport                 | Hommes | Femmes | Total |
| --------------------- | ------ | ------ | ----- |
| Athlétisme            | 3      | 4      | 7     |
| Aviron                | 0      | 3      | 3     |
| Badminton             | 1      | 0      | 1     |
| Canoë-kayak           | 1      | 5      | 6     |
| Cyclisme              | 6      | 2      | 8     |
| Équitation            | 2      | 3      | 5     |
| Escalade              | 1      | 1      | 2     |
| Golf                  | 2      | 1      | 3     |
| Gymnastique           | 0      | 1      | 1     |
| Haltérophilie         | 1      | 1      | 2     |
| Judo                  | 2      | 4      | 6     |
| Karaté                | 0      | 1      | 1     |
| Natation              | 5      | 2      | 7     |
| Natation synchronisée | -      | 2      | 2     |
| Pentathlon moderne    | 1      | 0      | 1     |
| Skateboard            | 0      | 1      | 1     |
| Tennis                | 2      | 0      | 2     |
| Tennis de table       | 3      | 3      | 6     |
| Tir                   | 1      | 1      | 2     |
| Triathlon             | 2      | 2      | 4     |
| Voile                 | 3      | 3      | 6     |
| Total                 | 36     | 39     | 75    |

## Résultats

### Athlétisme
| Athlète         | Épreuve           | 1er tour    | 1er tour    | Demi-finale | Demi-finale | Finale          | Finale   |
| Athlète         | Épreuve           | Temps       | Rang        | Temps       | Rang        | Temps           | Rang     |
| --------------- | ----------------- | ----------- | ----------- | ----------- | ----------- | --------------- | -------- |
| Peter Herzog    | Marathon masculin | Non disputé | Non disputé | Non disputé | Non disputé | 2 h 22 min 15 s | 61e      |
| Lemawork Ketema | Marathon masculin | Non disputé | Non disputé | Non disputé | Non disputé | Abandon         | Abandon  |
| Susanne Walli   | 400 m féminin     | 52 s 19     | 19e         | 21 s 52     | 6e          | Éliminée        | Éliminée |

| Athlète             | Épreuve                   | Qualification | Qualification | Finale      | Finale                              |
| Athlète             | Épreuve                   | Performance   | Rang          | Performance | Rang                                |
| ------------------- | ------------------------- | ------------- | ------------- | ----------- | ----------------------------------- |
| Lukas Weißhaidinger | Lancer du disque masculin | 64,77 m       | 5e            | 67,07 m     | Médaille de bronze, Jeux olympiques |
| Victoria Hudson     | Lancer du javelot féminin | 58,60 m       | 21e           | Éliminée    | Éliminée                            |

### Aviron
| Athlète                              | Compétition                         | Série         | Série | Repêchages    | Repêchages  | Quarts de finale | Quarts de finale | Demi-finale                   | Demi-finale | Finale                 | Finale                              |
| Athlète                              | Compétition                         | Temps         | Rang  | Temps         | Rang        | Temps            | Rang             | Temps                         | Rang        | Temps                  | Rang                                |
| ------------------------------------ | ----------------------------------- | ------------- | ----- | ------------- | ----------- | ---------------- | ---------------- | ----------------------------- | ----------- | ---------------------- | ----------------------------------- |
| Magdalena Lobnig                     | Skiff féminin                       | 7 min 37 s 91 | 1re   | Non disputé   | Non disputé | 7 min 58 s 20    | 1re              | Demi-finale A/B 7 min 25 s 59 | 3e          | Finale A 7 min 19 s 72 | Médaille de bronze, Jeux olympiques |
| Louisa Altenhuber Valentina Cavallar | Deux de couple poids légers féminin | 7 min 26 s 22 | 5e    | 7 min 42 s 31 | 4e          | Non disputé      | Non disputé      | Exemptées                     | Exemptées   | Finale C 7 min 15 s 25 | 14e                                 |

### Badminton
| Athlète     | Compétition   | Phase de groupes             | Phase de groupes              | Phase de groupes | 1/8e de finale   | Quarts de finale | Demi-finales     | Finale           | Finale  |
| Athlète     | Compétition   | Adversaire Score             | Adversaire Score              | Rang             | Adversaire Score | Adversaire Score | Adversaire Score | Adversaire Score | Rang    |
| ----------- | ------------- | ---------------------------- | ----------------------------- | ---------------- | ---------------- | ---------------- | ---------------- | ---------------- | ------- |
| Luka Wraber | Simple hommes | Axelsen Défaite 12-21, 11-21 | Koljonen Défaite 13-21, 17-21 | 3e du gr. E      | Éliminé          | Éliminé          | Éliminé          | Éliminé          | Éliminé |

### Canoë-kayak
| Athlète             | Compétition  | Série    | Série | Série    | Série | Série    | Série | Demi-finale | Demi-finale | Finale   | Finale   |
| Athlète             | Compétition  | Run 1    | Rang  | Run 2    | Rang  | Meilleur | Rang  | Temps       | Rang        | Temps    | Rang     |
| ------------------- | ------------ | -------- | ----- | -------- | ----- | -------- | ----- | ----------- | ----------- | -------- | -------- |
| Felix Oschmautz     | K-1 masculin | 94 s 10  | 8e    | 92 s 18  | 7e    | 92 s 18  | 7e    | 98 s 42     | 9e          | 98 s 79  | 4e       |
| Nadine Weratschnig  | C-1 féminin  | 112 s 47 | 4e    | 115 s 56 | 10e   | 112 s 47 | 6e    | 119 s 69    | 7e          | 119 s 41 | 5e       |
| Viktoria Wolffhardt | K-1 féminin  | 114 s 63 | 14e   | 112 s 28 | 15e   | 112 s 28 | 16e   | 112 s 11    | 11e         | Éliminée | Éliminée |

### Cyclisme

#### Sur piste
| Athlète        | Compétition   | Scratch | Scratch | Course tempo | Course tempo | Élimination | Élimination | Course aux points | Course aux points | Total | Rang |
| Athlète        | Compétition   | Rang    | Points  | Rang         | Points       | Rang        | Points      | Rang              | Points            | Total | Rang |
| -------------- | ------------- | ------- | ------- | ------------ | ------------ | ----------- | ----------- | ----------------- | ----------------- | ----- | ---- |
| Andreas Müller | Omnium hommes | 19e     | 4       | 19e          | 2            | 20e         | 2           | 18e               | 0                 | 8     | 18e  |

| Athlète                     | Épreuve | Points  | Tours | Classement |
| --------------------------- | ------- | ------- | ----- | ---------- |
| Andreas Graf Andreas Müller | Hommes  | Abandon | 20    | 12e        |

#### Sur route
| Athlète             | Compétition      | Temps           | Rang |
| ------------------- | ---------------- | --------------- | ---- |
| Patrick Konrad      | Contre-la-montre | 1 h 2 min 5 s 8 | 31e  |
| Patrick Konrad      | Course en ligne  | 6 h 9 min 4 s   | 18e  |
| Gregor Mühlberger   | Course en ligne  | 6 h 21 min 46 s | 70e  |
| Hermann Pernsteiner | Course en ligne  | 3 h 13 min 17 s | 30e  |

| Athlète          | Compétition     | Temps           | Rang                           |
| ---------------- | --------------- | --------------- | ------------------------------ |
| Anna Kiesenhofer | Course en ligne | 3 h 52 min 45 s | Médaille d'or, Jeux olympiques |

#### VTT
| Athlète          | Compétition | Temps           | Rang    |
| ---------------- | ----------- | --------------- | ------- |
| Maximilian Foidl | Hommes      | 1 h 28 min 45 s | 17e     |
| Laura Stigger    | Femmes      | Abandon         | Abandon |

### Équitation
| Athlète                                                | Cheval         | Compétition | Grand Prix | Grand Prix | Grand prix spécial | Grand prix spécial | Grand prix libre | Grand prix libre | Total    | Total    |
| Athlète                                                | Cheval         | Compétition | Score      | Rang       | Score              | Rang               | Technique        | Artistique       | Score    | Rang     |
| ------------------------------------------------------ | -------------- | ----------- | ---------- | ---------- | ------------------ | ------------------ | ---------------- | ---------------- | -------- | -------- |
| Florian Bacher                                         | Fidertraum     | Individuel  | 69,813     | 30e        | Non disputé        | Non disputé        | Éliminé          | Éliminé          | Éliminé  | Éliminé  |
| Victoria Max-Theurer                                   | Abegglen       | Individuel  | Forfait    | Forfait    | Non disputé        | Non disputé        | Éliminé          | Éliminé          | Éliminé  | Éliminé  |
| Christian Schumach                                     | Te Quiero      | Individuel  | 70,900     | 21e        | Non disputé        | Non disputé        | Éliminé          | Éliminé          | Éliminé  | Éliminé  |
| Florian Bacher Victoria Max-Theurer Christian Schumach | voir ci-dessus | Par équipes | Éliminés   | Éliminés   | Éliminés           | Éliminés           | Éliminés         | Éliminés         | Éliminés | Éliminés |

| Athlète                | Cheval        | Compétition | Dressage  | Dressage | Cross-country | Cross-country | Cross-country | Saut d'obstacles | Saut d'obstacles | Saut d'obstacles | Saut d'obstacles | Saut d'obstacles | Saut d'obstacles | Total     | Total   |
| Athlète                | Cheval        | Compétition | Dressage  | Dressage | Cross-country | Cross-country | Cross-country | Qualification    | Qualification    | Qualification    | Finale           | Finale           | Finale           | Total     | Total   |
| Athlète                | Cheval        | Compétition | Pénalités | Rang     | Pénalités     | Total         | Rang          | Pénalités        | Total            | Rang             | Pénalités        | Total            | Rang             | Pénalités | Rang    |
| ---------------------- | ------------- | ----------- | --------- | -------- | ------------- | ------------- | ------------- | ---------------- | ---------------- | ---------------- | ---------------- | ---------------- | ---------------- | --------- | ------- |
| Katrin Khoddam-Hazrati | Cosma         | Individuel  | Forfait   | Forfait  | Forfait       | Forfait       | Forfait       | Forfait          | Forfait          | Forfait          | Forfait          | Forfait          | Forfait          | Forfait   | Forfait |
| Lea Siegl              | Fighting Line | Individuel  | 32,60     | 28e      | 2,40          | 35,00         | 16e           | 4,00             | 39,00            | 17e              | 8,00             | 47,00            | 15e              | 47,00     | 15e     |

### Escalade
| Athlète        | Compétition    | Qualifications | Qualifications | Qualifications | Qualifications | Qualifications | Qualifications | Qualifications | Qualifications | Qualifications | Finale  | Finale  | Finale    | Finale | Finale     | Finale     | Finale     | Finale | Finale                              |
| Athlète        | Compétition    | Vitesse        | Vitesse        | Bloc           | Bloc           | Difficulté     | Difficulté     | Difficulté     | Total          | Rang           | Vitesse | Vitesse | Bloc      | Bloc   | Difficulté | Difficulté | Difficulté | Total  | Rang                                |
| Athlète        | Compétition    | MT             | Rang           | Résultat       | Rang           | PA             | Temps          | Rang           | Total          | Rang           | MT      | Rang    | Résultat  | Rang   | PA         | Temps      | Rang       | Total  | Rang                                |
| -------------- | -------------- | -------------- | -------------- | -------------- | -------------- | -------------- | -------------- | -------------- | -------------- | -------------- | ------- | ------- | --------- | ------ | ---------- | ---------- | ---------- | ------ | ----------------------------------- |
| Jakob Schubert | Combiné hommes | 6 s 70         | 12e            | 1T3z 2 13      | 7e             | 412+           | 4 min 2 s      | 1er            | 84,00          | 4e             | 6 s 76  | 7e      | 1T3z 1 7  | 5e     | Top        | -          | 1er        | 35     | Médaille de bronze, Jeux olympiques |
| Jessica Pilz   | Combiné femmes | 8 s 51         | 11e            | 1T3z 3 5       | 9e             | 33+            | -              | 2e             | 198,00         | 6e             | 8 s 43  | 6e      | 0T2z 0 10 | 5e     | 34+        | -          | 3e         | 90     | 7e                                  |

### Golf
| Athlète         | Compétition       | Scores | Scores | Scores | Scores | Total     | Rang |
| Athlète         | Compétition       | Jour 1 | Jour 2 | Jour 3 | Jour 4 | Total     | Rang |
| --------------- | ----------------- | ------ | ------ | ------ | ------ | --------- | ---- |
| Matthias Schwab | Épreuve masculine | 69     | 69     | 70     | 67     | 275 (-9)  | T27  |
| Sepp Straka     | Épreuve masculine | 63     | 71     | 68     | 68     | 270 (-14) | T10  |
| Christine Wolf  | Épreuve féminine  | 71     | 72     | 81     | 73     | 297 (+13) | 56e  |

### Gymnastique artistique
| Athlète        | Compétition      | Qualifications | Qualifications      | Qualifications | Qualifications | Qualifications | Qualifications | Finale   | Finale              | Finale   | Finale   | Finale   | Finale   |
| Athlète        | Compétition      | Appareil       | Appareil            | Appareil       | Appareil       | Total          | Rang           | Appareil | Appareil            | Appareil | Appareil | Total    | Rang     |
| Athlète        | Compétition      | Saut           | Barres asymétriques | Poutre         | Sol            | Total          | Rang           | Saut     | Barres asymétriques | Poutre   | Sol      | Total    | Rang     |
| -------------- | ---------------- | -------------- | ------------------- | -------------- | -------------- | -------------- | -------------- | -------- | ------------------- | -------- | -------- | -------- | -------- |
| Elisa Hämmerle | Concours général | 12,533         | 12,600              | 11,800         | 12,000         | 48,933         | 66e            | Éliminée | Éliminée            | Éliminée | Éliminée | Éliminée | Éliminée |

### Haltérophilie
| Athlète            | Compétition           | Arraché  | Arraché | Épaulé-jeté | Épaulé-jeté | Total  | Rang |
| Athlète            | Compétition           | Résultat | Rang    | Résultat    | Rang        | Total  | Rang |
| ------------------ | --------------------- | -------- | ------- | ----------- | ----------- | ------ | ---- |
| Sargis Martirosjan | Plus de 109 kg hommes | 180 kg   | 5e      | 201 kg      | 12e         | 381 kg | 10e  |
| Sarah Fischer      | Plus de 87 kg femmes  | 97 kg    | 9e      | 123 kg      | 10e         | 220 kg | 10e  |

### Judo
| Athlète             | Compétition           | 1er tour                | 2e tour                         | Quart de finale          | Demi-finale              | Repêchage           | Finale / MB           | Rang                                |
| Athlète             | Compétition           | Adversaire Résultat     | Adversaire Résultat             | Adversaire Résultat      | Adversaire Résultat      | Adversaire Résultat | Adversaire Résultat   | Rang                                |
| ------------------- | --------------------- | ----------------------- | ------------------------------- | ------------------------ | ------------------------ | ------------------- | --------------------- | ----------------------------------- |
| Shamil Borchashvili | Moins de 81 kg hommes | Egutidze Victoire 01-00 | Muki Victoire 01-00             | Boltaboev Victoire 01-00 | Mollaei Défaite 00-10    | -                   | Ressel Victoire 10-00 | Médaille de bronze, Jeux olympiques |
| Stephan Hegyi       | Plus de 100 kg hommes | Riner Défaite 00-10     | Éliminé                         | Éliminé                  | Éliminé                  | Éliminé             | Éliminé               | Éliminé                             |
| Sabrina Filzmoser   | Moins de 57 kg femmes | Verhagen Défaite 00-10  | Éliminé                         | Éliminé                  | Éliminé                  | Éliminé             | Éliminé               | Éliminé                             |
| Magdalena Krssakova | Moins de 63 kg femmes | Yang Victoire 10-00     | Beauchemin-Pinard Défaite 00-10 | Éliminée                 | Éliminée                 | Éliminée            | Éliminée              | Éliminée                            |
| Michaela Polleres   | Moins de 70 kg femmes | Fletcher Victoire 01-00 | Kim Victoire 01-00              | Matić Victoire 01-00     | van Dijke Victoire 01-00 | -                   | Arai Défaite 00-01    | Médaille d'argent, Jeux olympiques  |
| Bernadette Graf     | Moins de 78 kg femmes | Ma Victoire 10-00       | Malonga Défaite 00-11           | Éliminée                 | Éliminée                 | Éliminée            | Éliminée              | Éliminée                            |

### Karaté
| Athlète       | Compétition           | Tour de qualification | Tour de qualification    | Tour de qualification | Tour de qualification | Tour de qualification | Demi-finale          | Finale              | Rang                                |
| Athlète       | Compétition           | Match 1               | Match 2                  | Match 3               | Match 4               | Place                 | Demi-finale          | Finale              | Rang                                |
| Athlète       | Compétition           | Adversaire Résultat   | Adversaire Résultat      | Adversaire Résultat   | Adversaire Résultat   | Place                 | Adversaire Résultat  | Adversaire Résultat | Rang                                |
| ------------- | --------------------- | --------------------- | ------------------------ | --------------------- | --------------------- | --------------------- | -------------------- | ------------------- | ----------------------------------- |
| Bettina Plank | Moins de 55 kg femmes | Miyahara Défaite 2-6  | Zhangbyrbay Victoire 4-3 | Terliuga Nul 0-0      | Sayed Victoire 3-1    | 2e                    | Goranova Défaite 3-4 | Éliminée            | Médaille de bronze, Jeux olympiques |

### Natation
| Heiko Gigler          | 50 m nage libre masculin    | 22 s 17          | 22e | Éliminé       | Éliminé     | Éliminé       | Éliminé  |          |          |          |          |          |          |          |          |          |          |          |          |          |          |          |          |          |          |          |          |          |          |          |          |          |          |          |          |          |          |          |          |          |          |          |          |          |          |
| Felix Auböck          | 400 m nage libre masculin   | 3 min 43 s 91    | 2e  | Non disputé   | Non disputé | 3 min 44 s 7  | 4e       |          |          |          |          |          |          |          |          |          |          |          |          |          |          |          |          |          |          |          |          |          |          |          |          |          |          |          |          |          |          |          |          |          |          |          |          |          |          |
| Felix Auböck          | 800 m nage libre masculin   | 7 min 45 s 73 NR | 4e  | Non disputé   | Non disputé | 7 min 49 s 14 | 7e       |          |          |          |          |          |          |          |          |          |          |          |          |          |          |          |          |          |          |          |          |          |          |          |          |          |          |          |          |          |          |          |          |          |          |          |          |          |          |
| Felix Auböck          | 1 500 m nage libre masculin | 14 min 51 s 88   | 7e  | Non disputé   | Non disputé | 15 min 3 s 47 | 7e       |          |          |          |          |          |          |          |          |          |          |          |          |          |          |          |          |          |          |          |          |          |          |          |          |          |          |          |          |          |          |          |          |          |          |          |          |          |          |
| Christopher Rothbauer | 200 m brasse masculin       | 2 min 13 s 19    | 28e | Éliminé       | Éliminé     | Éliminé       | Éliminé  |          |          |          |          |          |          |          |          |          |          |          |          |          |          |          |          |          |          |          |          |          |          |          |          |          |          |          |          |          |          |          |          |          |          |          |          |          |          |
| Simon Bucher          | 100 m papillon masculin     | 52 s 52          | 37e | Éliminé       | Éliminé     | Éliminé       | Éliminé  |          |          |          |          |          |          |          |          |          |          |          |          |          |          |          |          |          |          |          |          |          |          |          |          |          |          |          |          |          |          |          |          |          |          |          |          |          |          |
| Bernhard Reitshammer  | 100 m brasse masculin       | 0 min 1 s 41     | 30e | Éliminé       | Éliminé     | Éliminé       | Éliminé  |          |          |          |          |          |          |          |          |          |          |          |          |          |          |          |          |          |          |          |          |          |          |          |          |          |          |          |          |          |          |          |          |          |          |          |          |          |          |
| Bernhard Reitshammer  | 100 m dos masculin          | 55 s 26          | 35e | Éliminé       | Éliminé     | Éliminé       | Éliminé  |          |          |          |          |          |          |          |          |          |          |          |          |          |          |          |          |          |          |          |          |          |          |          |          |          |          |          |          |          |          |          |          |          |          |          |          |          |          |
| Bernhard Reitshammer  | 200 m 4 nages masculin      | 1 min 59 s 56    | 32e | Éliminé       | Éliminé     | Éliminé       | Éliminé  |          |          |          |          |          |          |          |          |          |          |          |          |          |          |          |          |          |          |          |          |          |          |          |          |          |          |          |          |          |          |          |          |          |          |          |          |          |          |
| Marlene Kahler        | 400 m nage libre féminin    | 4 min 8 s 37     | 17e | Non disputé   | Non disputé | Éliminée      | Éliminée |          |          |          |          |          |          |          |          |          |          |          |          |          |          |          |          |          |          |          |          |          |          |          |          |          |          |          |          |          |          |          |          |          |          |          |          |          |          |
| Marlene Kahler        | 800 m nage libre féminin    | 8 min 36 s 16    | 22e | Non disputé   | Non disputé | Éliminée      | Éliminée |          |          |          |          |          |          |          |          |          |          |          |          |          |          |          |          |          |          |          |          |          |          |          |          |          |          |          |          |          |          |          |          |          |          |          |          |          |          |
| Marlene Kahler        | 1 500 m nage libre féminin  | 16 min 20 s 5    | 19e | Non disputé   | Non disputé | Éliminée      | Éliminée |          |          |          |          |          |          |          |          |          |          |          |          |          |          |          |          |          |          |          |          |          |          |          |          |          |          |          |          |          |          |          |          |          |          |          |          |          |          |
| Lena Grabowski        | 100 m brasse féminin        | 1 min 1 s 80     | 29e | Éliminée      | Éliminée    | Éliminée      | Éliminée | Éliminée | Éliminée | Éliminée | Éliminée | Éliminée | Éliminée | Éliminée | Éliminée | Éliminée | Éliminée | Éliminée | Éliminée | Éliminée | Éliminée | Éliminée | Éliminée | Éliminée | Éliminée | Éliminée | Éliminée | Éliminée | Éliminée | Éliminée | Éliminée | Éliminée | Éliminée | Éliminée | Éliminée | Éliminée | Éliminée | Éliminée | Éliminée | Éliminée | Éliminée | Éliminée | Éliminée | Éliminée | Éliminée |
| Lena Grabowski        | 200 m brasse féminin        | 2 min 9 s 77     | 10e | 2 min 10 s 10 | 12e         | Éliminée      | Éliminée |          |          |          |          |          |          |          |          |          |          |          |          |          |          |          |          |          |          |          |          |          |          |          |          |          |          |          |          |          |          |          |          |          |          |          |          |          |          |

### Natation synchronisée
| Athlètes                                     | Compétition | Qualifications      | Qualifications  | Qualifications | Qualifications | Finale          | Finale                    | Finale          |
| Athlètes                                     | Compétition | Programme technique | Programme libre | Total          | Rang           | Programme libre | Programme libre           | Programme libre |
| Athlètes                                     | Compétition | Points              | Points          | Total          | Rang           | Points          | Total (technique + libre) | Rang            |
| -------------------------------------------- | ----------- | ------------------- | --------------- | -------------- | -------------- | --------------- | ------------------------- | --------------- |
| Anna-Maria Alexandri Eirini-Marina Alexandri | Duo         | 90,3773             | 90,5000         | 180,8773       | 7e             | 91,8000         | 182,1773                  | 7e              |

### Pentathlon moderne
| Athlète         | Compétition           | Escrime (épée, une touche) | Escrime (épée, une touche) | Natation (200 m nage libre) | Natation (200 m nage libre) | Natation (200 m nage libre) | Équitation (saut d'obstacles) | Équitation (saut d'obstacles) | Équitation (saut d'obstacles) | Combiné course/tir (3 200 m / pistolet à 10 m) | Combiné course/tir (3 200 m / pistolet à 10 m) | Combiné course/tir (3 200 m / pistolet à 10 m) | Total | Rang |
| Athlète         | Compétition           | Rang                       | Points                     | Temps                       | Rang                        | Points                      | Pénalités                     | Rang                          | Points                        | Temps                                          | Rang                                           | Points                                         | Total | Rang |
| --------------- | --------------------- | -------------------------- | -------------------------- | --------------------------- | --------------------------- | --------------------------- | ----------------------------- | ----------------------------- | ----------------------------- | ---------------------------------------------- | ---------------------------------------------- | ---------------------------------------------- | ----- | ---- |
| Gustav Gustenau | Compétition masculine | 14e                        | 210                        | 1 min 56 s 93               | 4e                          | 317                         | 0                             | 1er                           | 300                           | 11 min 47 s 97                                 | 29e                                            | 593                                            | 1 420 | 16e  |

### Skateboard
| Athlète        | Compétition | Rounds | Rounds | Finale   | Finale   |
| Athlète        | Compétition | Points | Rang   | Points   | Rang     |
| -------------- | ----------- | ------ | ------ | -------- | -------- |
| Julia Brückler | Femmes      | 5,10   | 18e    | Éliminée | Éliminée |

### Tennis
| Athlète                      | Épreuve          | 1/32e de finale                     | 1/16e de finale                | 1/8e de finale      | Quarts de finale    | Demi-finale         | Finale / MB         | Rang     |
| Athlète                      | Épreuve          | Adversaire Résultat                 | Adversaire Résultat            | Adversaire Résultat | Adversaire Résultat | Adversaire Résultat | Adversaire Résultat | Rang     |
| ---------------------------- | ---------------- | ----------------------------------- | ------------------------------ | ------------------- | ------------------- | ------------------- | ------------------- | -------- |
| Oliver Marach Philipp Oswald | Double messieurs | Millman / Saville Victoire 7-5, 6-2 | Cabal / Farah Défaite 4-6, 1-6 | Éliminés            | Éliminés            | Éliminés            | Éliminés            | Éliminés |

### Tennis de table
| Athlète(s)                       | Compétition        | Tour préliminaire | 1er tour              | 2e tour                 | 3e tour             | 4e tour                    | Quarts de finale | Demi-finale      | Finale / MB      | Rang      |
| Athlète(s)                       | Compétition        | Adversaire Score  | Adversaire Score      | Adversaire Score        | Adversaire Score    | Adversaire Score           | Adversaire Score | Adversaire Score | Adversaire Score | Rang      |
| -------------------------------- | ------------------ | ----------------- | --------------------- | ----------------------- | ------------------- | -------------------------- | ---------------- | ---------------- | ---------------- | --------- |
| Robert Gardos                    | Simple messieurs   | Exempté           | Exempté               | Drinkhall Défaite 1-4   | Éliminé             | Éliminé                    | Éliminé          | Éliminé          | Éliminé          | Éliminé   |
| Daniel Habesohn                  | Simple messieurs   | Exempté           | Exempté               | Chew Victoire 4-1       | Freitas Défaite 3-4 | Éliminé                    | Éliminé          | Éliminé          | Éliminé          | Éliminé   |
| Liu Jia                          | Simple dames       | Zaza Victoire 4-0 | Haponova Victoire 4-2 | Mikhaïlova Victoire 4-3 | Díaz Victoire 4-0   | Jeon Défaite 1-4           | Éliminée         | Éliminée         | Éliminée         | Éliminée  |
| Sofia Polcanova                  | Simple dames       | Exemptée          | Exemptée              | Exemptée                | Batra Victoire 4-0  | Ishikawa Défaite 0-4       | Éliminée         | Éliminée         | Éliminée         | Éliminée  |
| Liu Jia Liu Yuan Sofia Polcanova | Par équipes femmes | Non disputé       | Non disputé           | Non disputé             | Non disputé         | Chine Défaite 0-3          | Éliminées        | Éliminées        | Éliminées        | Éliminées |
| Stefan Fegerl Sofia Polcanova    | Double mixte       | Non disputé       | Non disputé           | Non disputé             | Non disputé         | Mizutani / Ito Défaite 1-4 | Éliminés         | Éliminés         | Éliminés         | Éliminés  |

### Tir
| Athlète         | Compétition                  | Qualification | Qualification | Finale  | Finale  |
| Athlète         | Compétition                  | Points        | Rang          | Points  | Rang    |
| --------------- | ---------------------------- | ------------- | ------------- | ------- | ------- |
| Martin Strempfl | Carabine à air comprimé 10 m | 627,0         | 13e           | Éliminé | Éliminé |

| Athlète        | Compétition                  | Qualification | Qualification | Finale   | Finale   |
| Athlète        | Compétition                  | Points        | Rang          | Points   | Rang     |
| -------------- | ---------------------------- | ------------- | ------------- | -------- | -------- |
| Sylvia Steiner | Pistolet à air comprimé 10 m | 573           | 15e           | Éliminée | Éliminée |
| Sylvia Steiner | Pistolet à 25 m,             | 577           | 29e           | Éliminée | Éliminée |

### Triathlon
| Athlète       | Compétition | Natation (1,5 km) | Transition 1 | Vélo (40 km)   | Transition 2 | Course (10 km) | Temps           | Résultat |
| ------------- | ----------- | ----------------- | ------------ | -------------- | ------------ | -------------- | --------------- | -------- |
| Alois Knabl   | Hommes      | 17 min 55 s       | 45 s         | Abandon        | Abandon      | Abandon        | Abandon         | Abandon  |
| Lukas Hollaus | Hommes      | 18 min 38 s       | 40 s         | 57 min 38 s    | 29 s         | 31 min 34 s    | 1 h 48 min 59 s | 34e      |
| Julia Hauser  | Femmes      | Abandon           | Abandon      | Abandon        | Abandon      | Abandon        | Abandon         | Abandon  |
| Lisa Perterer | Femmes      | 20 min 3 s        | 42 s         | 1 h 6 min 14 s | 35 s         | 35 min 26 s    | 2 h 3 min 0 s   | 27e      |

### Voile
| Athlète                        | Compétition    | Régate | Régate | Régate | Régate | Régate | Régate | Régate | Régate | Régate | Régate | Régate | Régate | Régate | Total net | Rang final |
| Athlète                        | Compétition    | 1      | 2      | 3      | 4      | 5      | 6      | 7      | 8      | 9      | 10     | 11     | 12     | CM     | Total net | Rang final |
| ------------------------------ | -------------- | ------ | ------ | ------ | ------ | ------ | ------ | ------ | ------ | ------ | ------ | ------ | ------ | ------ | --------- | ---------- |
| Benjamin Bildstein David Hussl | 49er hommes    | 10     | 17     | 6      | 4      | 9      | 9      | 10     | 5      | 16     | 7      | 15     | 13     | EL     | 104       | 10e        |
| Lorena Abicht Tanja Frank      | 49er FX femmes | 11     | 13     | 9      | 11     | 12     | Ad.    | 19     | 7      | 9      | 17     | 16     | 20     | EL     | 144       | 17e        |
| Thomas Zajac Barbara Matz      | Nacra 17 mixte | 3      | 10     | 8      | 14     | 13     | 5      | 12     | 13     | 9      | 4      | 12     | 11     | EL     | 100       | 11e        |